# Consorzio di bonifica di Bradano e Metaponto
Il Consorzio di bonifica di Bradano e Metaponto è stato un ente di diritto pubblico economico costituito con D.P.R. 1/12/1966, derivante dalla fusione, prima degli uffici e poi anche dell'amministrazione, di due preesistenti e limitrofi consorzi di Metaponto (1925) e della Media Valle del Bradano (1931), la cui sede centrale era a Matera.
Con l’entrata in vigore della Legge Regionale n. 1 del 11 gennaio 2017, il Consorzio di bonifica di Bradano e Metaponto è stato sciolto e posto in liquidazione, insieme al Consorzio di bonifica Vulture Alto Bradano, al Consorzio di bonifica Alta Val d’Agri e al Consorzio di Miglioramento Fondiario Valle Agri. Attualmente, ai fini della pianificazione, realizzazione e gestione della bonifica, dell’irrigazione e della tutela e valorizzazione del territorio rurale, il territorio regionale lucano costituisce un unico comprensorio del consorzio di bonifica denominato Consorzio di Bonifica della Basilicata.

## Descrizione
Il comprensorio ricadeva nei bacini dei fiumi Bradano, Basento, Cavone, Agri e Sinni, interessando le seguenti Comunità Montane: Basso Sinni, Collina materana e Medio Basento.
La prima fase operativa dei Consorzi di bonifica di Metaponto e della Media Valle del Bradano si espresse nell'arco di tempo fra la loro costituzione, rispettivamente nel 1925 e nel 1931 e lo scoppio del secondo conflitto mondiale. In tale fase, resa molto difficile dalla gravissima situazione dei luoghi e dalle limitatissime risorse finanziarie disponibili, furono realizzate le prime opere stradali e di bonifica. In una seconda fase, caratterizzata da particolare fervore operativo, l'azione di bonifica e di trasformazione fondiaria, fu orientata su tre direttrici principali, consistenti in:
- creazione delle infrastrutture idonee a favorire lo sviluppo economico e civile del territorio, quali: viabilità (principalmente, l'attuale Strada statale 106 Jonica, che nel tempo si è rivelata una delle principali infrastrutture viarie interregionali), opere irrigue e di sistemazione, centri residenziali e di servizi, acquedotti ed elettrodotti rurali;
- trasformazione dell'agricoltura da estensiva ad intensiva, attraverso la sistemazione dei terreni, l'introduzione di colture industriali e ortofrutticole su di una parte più o meno importante dei seminativi e dei pascoli;
- radicale modifica della struttura delle imprese e degli insediamenti umani, mediante la creazione e l'organizzazione di nuove unità produttive e l'insediamento nelle stesse delle famiglie contadine assegnatarie.

Queste ultime due direttrici hanno rappresentato la piattaforma principale dell'azione della riforma fondiaria.In questo fondamentale processo di rinnovamento il Consorzio, in qualità di ente concessionario, realizzando un vasto complesso di opere pubbliche, fu artefice e promotore di uno sviluppo che rende oggi la piana metapontina tra le prime aree italiane in termini di produttività.

## Comprensorio
In seguito alla emanazione della L.R. n.33/2001 la superficie territoriale del comprensorio del Consorzio coincideva con quella dei 31 comuni della provincia di Matera ed era pari a 344.678 ettari. 
Facevano parte del comprensorio (numeri tra parentesi in ettari): 
- Accettura (8.927);
- Aliano (9.632);
- Bernalda (12.311);
- Calciano (4.868);
- Cirigliano (1.493);
- Colobraro (6.591);
- Craco (7.628);
- Ferrandina (21.547);
- Garaguso (3.862);
- Gorgoglione (3.423);
- Grassano (4.107);
- Grottole (11.588);
- Irsina (26.221);
- Matera (38.798);
- Miglionico (8.893);
- Montalbano Jonico (13.294);
- Montescaglioso (17.674);
- Nova Siri (5.211);
- Oliveto Lucano (3.147);
- Pisticci (23.147);
- Policoro (6.729);
- Pomarico (12.873);
- Rotondella (7.693);
- Salandra (7.711);
- San Giorgio Lucano (3.794);
- San Mauro Forte (8.689);
- Scanzano Jonico (7.150);
- Stigliano (20.996);
- Tricarico (17.691);
- Tursi (15.693);
- Valsinni (3.197).